# Sōji Okita

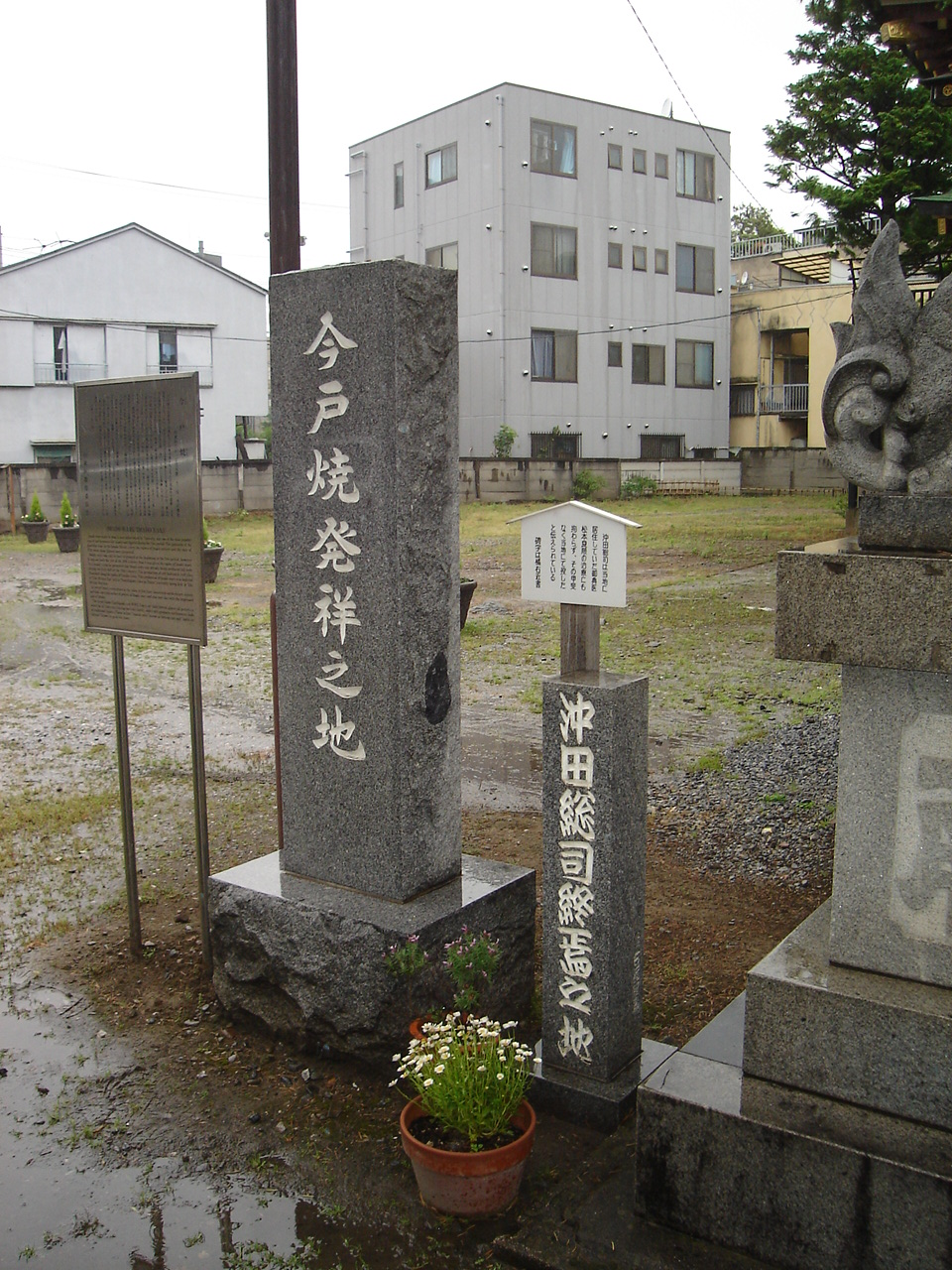
Pamiątkowa stela na miejscu śmierci Okity Sōji

Sōji Okita (jap. 沖田総司 Okita Sōji; ur. 1844, zm. 30 maja 1868) – dowódca pierwszej jednostki Shinsengumi, specjalnego oddziału policji w ostatnim okresie siogunatu Tokugawa w Japonii.

## Życiorys
Urodził się jako Okita Sōjirō Fujiwara no Harumasa (jap. 沖田宗次郎藤原春政) w samurajskiej rodzinie. W wieku dziewięciu lat zaczął treningi w Shieikan Dōjō. Jego nauczycielem był Isami Kondō, mistrz stylu Tennen-rishin-ryū. Uzyskał licencję nauczycielską Menkyo Kaiden kenjutsu w wieku 18 lat.
Okita okazał się genialnym szermierzem; jego popisową techniką było mumyo-ken zwane też sandan-zuki ("trójstopniowe pchnięcie") - pchnięcie na szyję oraz lewe i prawe ramię (opisy sugerują, że uderzenia w te trzy punkty były niemal natychmiastowe, ale prawie na pewno było to wyolbrzymieniem). 
Okita zmienił imię na Okita Sōji Fujiwara no Kaneyoshi przed dołączeniem do Rōshigumi i udaniem się z nimi do Kioto w 1863. Grupa Rōshigumi została rozwiązana po zjawieniu się w mieście 10 kwietnia 1863. Okita i kilkoro innych członków zostało w Mibu, Kioto i utworzyło grupę Mibu Rōshigumi, która 18 sierpnia 1863 zmieniła nazwę na Shinsengumi. Okita był jej drugim najmłodszym członkiem (młodszy od niego był tylko Heisuke Tōdō), ale szybko został Fukuchō Jokin (asystentem wicekomendanta) Shinsengumi. Obok Hajime Saitō i Shinpachiego Nagakury, Okita był uważany za jednego z najbardziej utalentowanych i najsilniejszych członków Shinsengumi.
W 1865, Okita został kapitanem pierwszej jednostki Shinsengumi i był nauczycielem kenjutsu; tego samego roku, Kondo Isami wybrał go na swojego następcę jako piątego mistrza  Tennen Rishin-ryu.
Okita według legendy posiadał słynny miecz nazywany Kikuichi-monji. Przed zabiciem przeciwnika miał mawiać: "mój Kikuichi-monji jest dziś spragniony". Posiadał zestaw kaga kiyomitsu (katana i wakizashi), a jego "Kikuichi-monji Norimune" najprawdopodobniej był Yamashiro Kunikiyo.
Okita umarł w młodym wieku z powodu gruźlicy. Mówi się, że jego choroba została wykryta w czasie ”incydentu w gospodzie Ikedaya”, gdy zaczął kaszleć krwią i zemdlał. Niektóre źródła twierdzą jednak, że nabawił się choroby już po tym wydarzeniu. Obie wersje są prawdopodobne, jako że gruźlica może zabić szybko (tygodnie) lub ciągnąć się przez wiele lat. Po wojnie boshin znalazł się w szpitalu dla gruźlików w Edo, gdzie zmarł w wieku 25 lat (jako datę śmierci najczęściej spotyka się 30 maja 1868, choć w niektórych źródłach występuje też 19 czerwca; różnica ma prawdopodobnie związek z przeliczaniem daty z tradycyjnego kalendarza japońskiego). Istnieją teorie, że przyczyną śmierci mogło być coś innego, na przykład anemia lub udar cieplny.

## W fikcji
Podobnie jak w przypadku innych znaczących członków Shinsengumi, postać Okity często występuje w fikcyjnych opowieściach z okresu bakumatsu (schyłek okresu Edo). W mandze, anime i telewizji jest najczęściej przedstawiany jako przystojny (niekiedy piękny, a nawet przypominający kobietę) młody mężczyzna.
- Okita jest przelotnie wspomniany w serii Rurōni Kenshin (manga i anime), której akcja rozgrywa się głównie w okresie Meiji, z epizodami osadzonymi w ostatnim okresie siogunatu. Był też podstawą do stworzenia postaci Seta Sōjirō, młodego i bardzo zdolnego szermierza, zabijającego bez wahania i bez emocji.

- Okita jest jednym z głównych bohaterów swobodnie traktującej historię serii Peacemaker Kurogane.

- Odgrywa ważną rolę w mandze Kaze Hikaru, będącej fikcyjną historią Shinsengumi. W jednym z odcinków anime GS Mikami, Mikami przenika do filmu o okresie bakumatsu i spotyka Okitę, który jest tam przedstawiony jako szalony człowiek myślący tylko o zabijaniu.

- W serii Gintama Okita (jako Sōgo Okita) pała chęcią zabicia kapitana Hijikaty (w celu objęcia jego stanowiska), jednak jest to przedstawione w bardzo humorystyczny sposób. Jest tam młodym chłopakiem, który napotyka na swojej drodze rywalkę - Kagurę z niezwyciężonego klanu Yato.

- W anime Inazuma Eleven Go Chrono Stone, jest epizodyczną postacią, od której główni bohaterowie pobierają aurę mocy, aby pokonać Domenę Zanarka i uratować football w przyszłości.

- W serii Bakumatsu Kikansetsu Irohanihoheto Okita to silny wojownik ze zniszczonym przez gruźlicę zdrowiem. W jednej z walk dostaje ataku krwawego kaszlu, który omal go nie zabija. Ratuje go spotkany w dojo Akizuki Yojiro, młody rōnin. Niedługo po tym spotkaniu Okita umiera.